# Thanatus fabricii
Thanatus fabricii es una especie de araña cangrejo del género Thanatus, familia Philodromidae. Fue descrita científicamente por Audouin en 1826.

## Distribución
Esta especie se encuentra en Islas Canarias, África del Norte, Portugal, España, Grecia (Creta), Turquía, Cáucaso, Oriente Medio, Irán, Kazajistán y Asia Central.